# Blu di smalto
Il blu di smalto è un pigmento usato in pittura. Era già noto agli Egizi, ma come vetro e non come pigmento. È un pigmento inorganico, un silicato doppio di potassio e di cobalto con ossidi metallici. Tra i suoi costituenti ci sono: SiO2, K2O, Al2O3 e CoO. Nel Rinascimento iniziò ad essere usato come pigmento; i minerali di partenza (cobaltite e smaltite) venivano estratti da miniere in Boemia e Sassonia. Si otteneva dal vetro colorato,
macinato con acqua. I minerali venivano scaldati per formare un ossido (chiamato saffer o saffre) e fuso con potassa, poi macinato. Essendo trasparente, ha basso potere coprente; può essere usato nell'affresco e nella tempera, mentre è sconsigliato nella pittura a olio.

## Nomi alternativi
- Blu di Sassonia
- Blu Escelle
- Blu imperiale
- Silis Caeruleum
- Smaltino
- Vetro di cobalto
- Vitrum
- Zaffro